# Мастраккио, Ричард Алан
Ричард Алан Мастраккио (англ. Richard Alan Mastracchio), известный также как Рик Мастраккио (англ. Rick Mastracchio) — американский инженер и астронавт НАСА, совершивший 4 космических полёта общей продолжительностью 227 суток 13 часов 38 минут, во время которых Мастраккио совершил 9 выходов в открытый космос (в открытом космосе Ричард провёл 53 часа 4 минуты).

## Биография
Ричард Мастраккио родился 11 февраля 1960 года в Уотербери, штат Коннектикут. В 1978 году Ричард окончил среднюю школу Кросби (англ. Crosby High School), после чего поступил в Коннектикутский университет, в котором проучился до 1982 года и получил степень бакалавра наук по электротехнике и компьютерным наукам. В период между 1982 и 1987 годами Ричард Мастраккио работал компании Hamilton Standard в Коннектикуте, где в качестве инженера принимал участие в разработке инерциальных измерительных блоков и бортовых управляющих компьютеров. В 1987 году Мастраккио получил степень магистра наук по электротехнике в политехническом институте Ренсселира.
В 1987 году Ричард Мастраккио переехал в Хьюстон, штат Техас, где до 1990 года работал в компании Rockwell Shuttle Operations при Космическом центре имени Линдона Джонсона.

### Работа в НАСА
В 1990 году Мастраккио перешёл на работу в НАСА, на должность инженера в директорат операций лётных экипажей (англ. Flight Crew Operations Directorate). Основным направлением деятельности Ричарда были разработка и тестирование программного обеспечения шаттла в Лаборатории сборки авионики (англ. Shuttle Avionics Integration Laboratory).
В 1991 году Мастраккио получил степень магистра наук по физике в университет Хьюстона «Клеар Лэйк» (University of Houston–Clear Lake). В том же году Рик принимал участие в 14-м наборе в отряд астронавтов НАСА, где с 5 января 1992 года в составе 3-й группы кандидатов проходил собеседование в Космическом центре им. Джонсона в Хьюстоне, но отобран не был. В период с 1993 по 1996 годы Ричард работал в качестве специалиста по навигации и управлению (англ. Guidance and Procedures Officer) на этапе запуска и посадки шаттла в ЦУПе (Центр управления полётами). В 1994 году Ричард Мастраккио повторно принимал участие в отборе астронавтов НАСА, на этот раз Рик в числе 122 финалистов 15-го набора проходил собеседование и медицинское обследования в Хьюстоне с 28 августа 1994 года в составе 5-й группы кандидатов.
1 мая 1996 года Ричард был отобран в качестве кандидата в астронавты 16-го набора, в результате чего прошёл двухлетний курс общекосмической подготовки (ОКП), по окончании которого получил квалификацию специалиста полёта и назначение в отдел астронавтов. С 1998 года Мастраккио работал в отделении компьютерного обеспечения (англ. Computer Support Branch), отделении Космической станции (англ. Space Station Operations Branch) и отделении Внекорабельной деятельности (англ. EVA Branch).

### Первый полёт

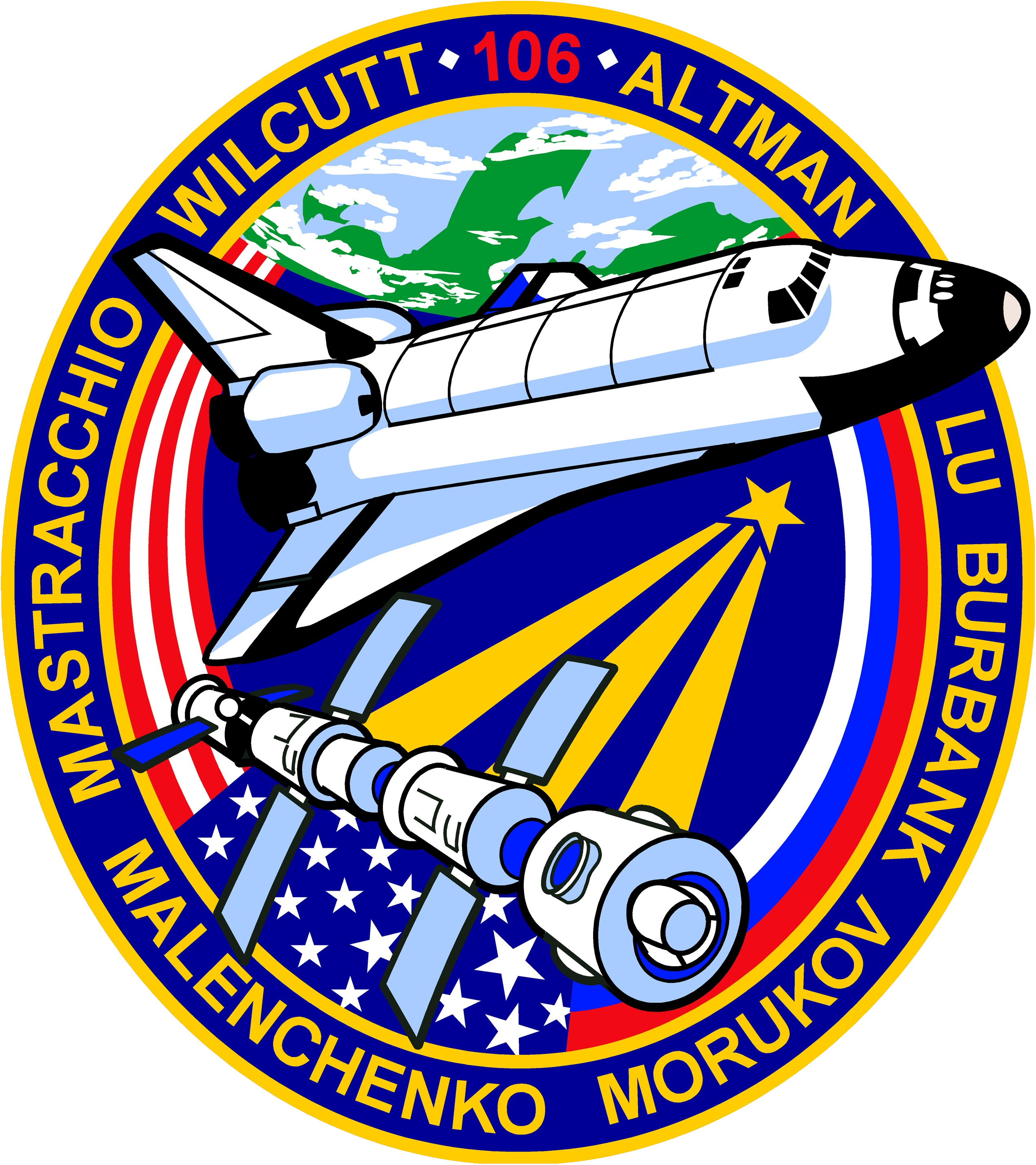
Эмблема полёта Атлантис STS-106.

18 февраля 2000 года Рик Мастраккио был назначен в экипаж шаттла «Атлантис STS-106» в качестве специалиста полёта, и с 8 по 20 сентября 2000 года совершил свой первый полёт. STS-106 был четвёртым полётом шаттла по программе Международной космической станции (МКС), в задачи которого входили доставка на борт МКС грузов и оборудования (в частности, двойной транспортный модуль «Спейсхэб»), необходимого для приёма первого постоянного экипажа. Общая продолжительность полёта составила 11 суток 19 часов 11 минут и 1 секунду.

### Второй полёт

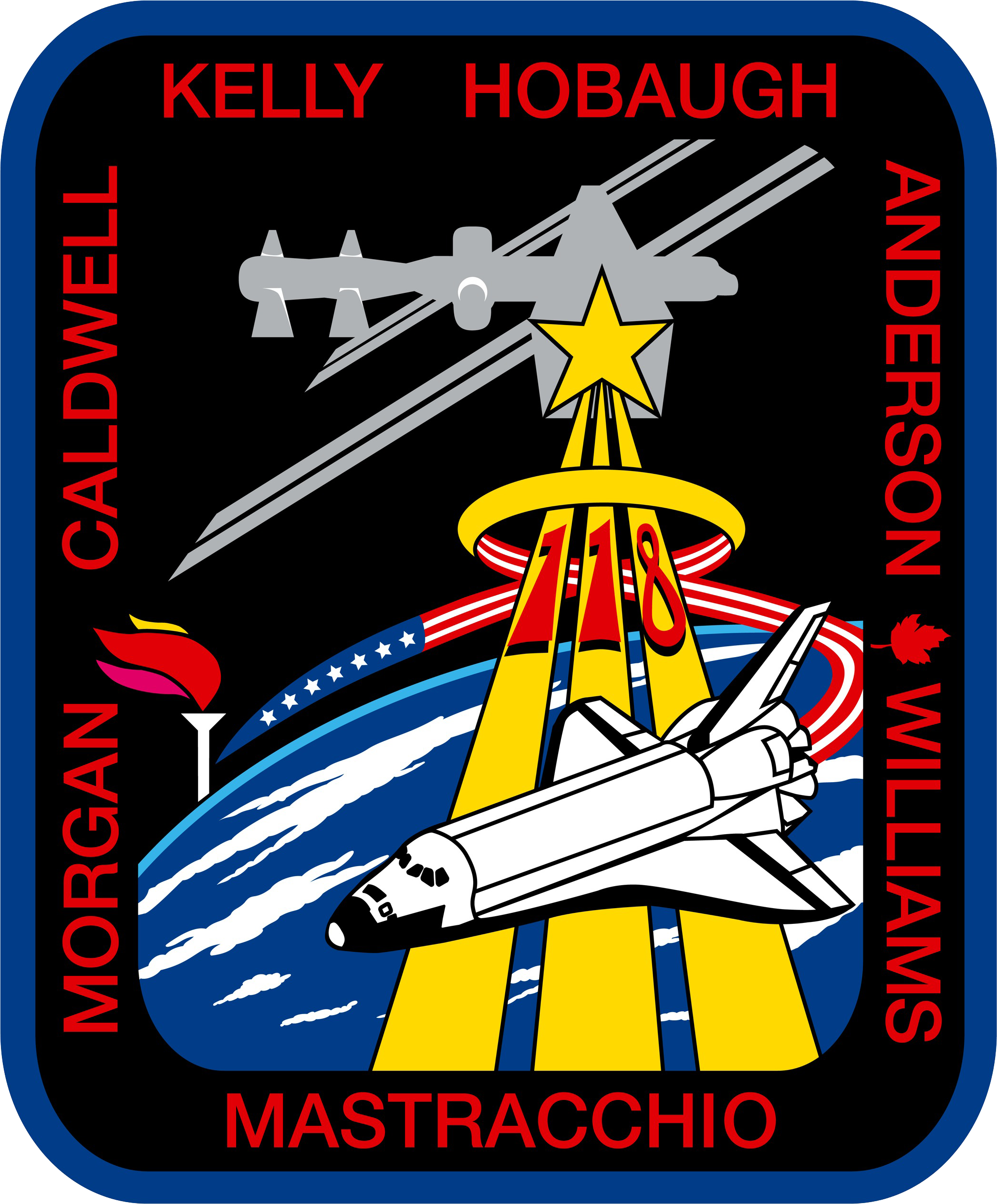
Эмблема полёта Индевор STS-118.

15 августа 2002 года Ричард Мастраккио был назначен специалистом полёта в экипаж шаттла «Атлантис STS-117», однако после катастрофы шаттла Колумбия в феврале 2003 года экипажи были переформированы.
17 мая 2006 года Мастраккио был назначен в экипаж шаттла «Индевор STS-118», и 8 августа 2007 года Рик отправился в свой второй полёт. Помимо доставки на МКС материалов и оборудования, в задачи экипажа входили доставка и монтаж сегмента S5 ферменной конструкции МКС и замена вышедшего из строя гироскопа ориентации станции.
Во время полёта экипажем STS-118 было совершено четыре выхода в открытый космос, в трёх из которых участвовал Рик Мастраккио.
- Первый выход, с целью монтажа сегмента S5, был совершён Риком Мастраккио и Давидом Уильямс. Продолжительность 6 часов 17 минут (начало 11 августа в 16:28 UTC). Через три часа работы астронавтов в открытом космосе[5], произошёл один из крупных инцидентов на МКС — отказ главного командно-контрольного компьютера американского сегмента станции[6][7].
- Во время второго выхода, продолжительностью 6 часов 28 минут (начало 13 августа в 15:32 UTC), Мастраккио и Уильямс производили замену гироскопа ориентации.
- В 14:37 UTC 15 августа Ричард и Клейтон Андерсон совершили третий выход, во время которого были произведены работы по усовершенствованию коммуникационных систем станции (подготовка сегмента ферменной конструкции Р6 к перестановке). Продолжительность: 5 часов 28 минут[8].

19 августа 2007 года STS-118 отстыковался от МКС и перешел в автономный полёт, и 21 августа благополучно приземлился. Общая продолжительность второго полёта Ричарда Мастраккио составила 12 суток 17 часов 55 минут 34 секунду.

### Третий полёт

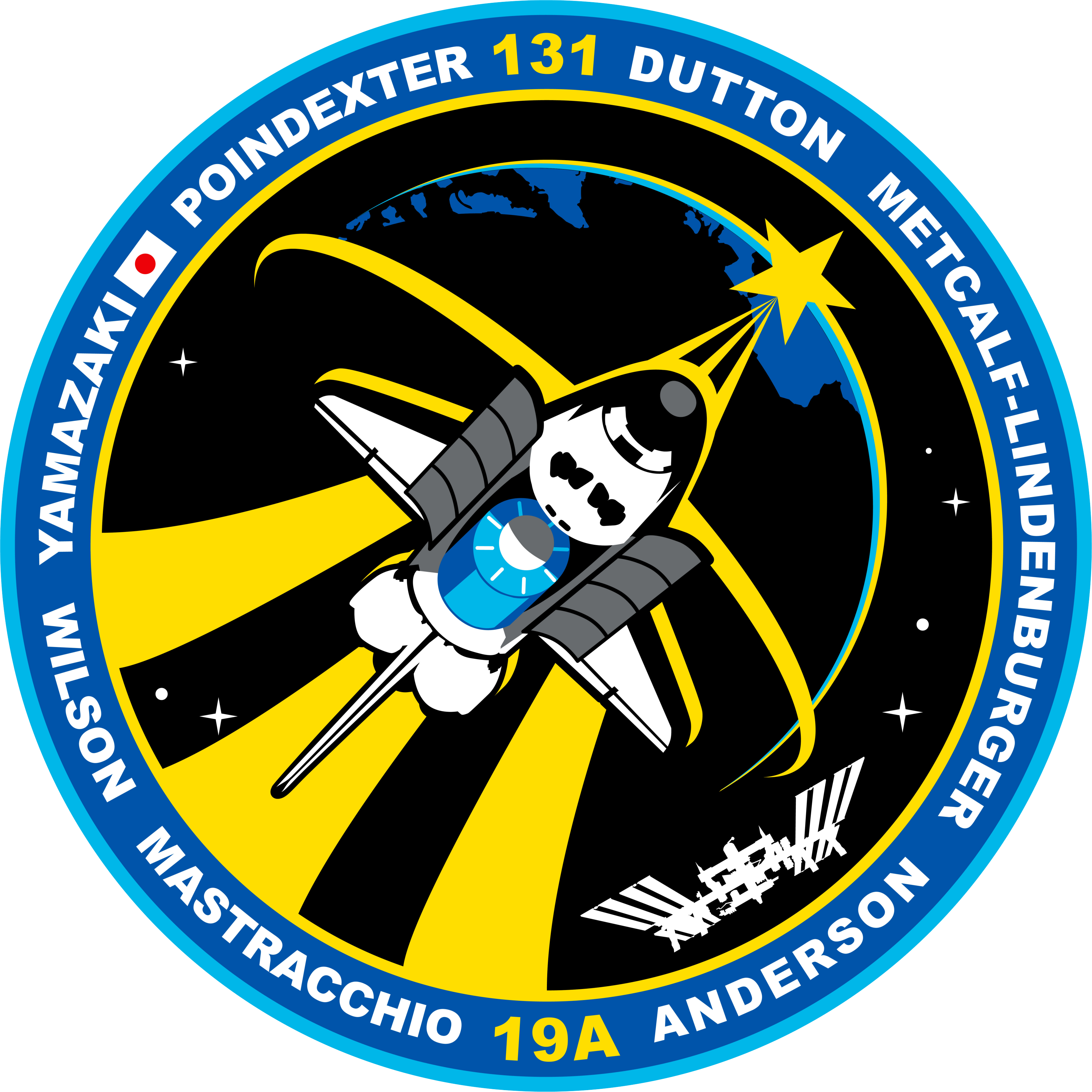
Эмблема полёта Дискавери STS-131.

5 апреля 2010 года, стартом шаттла «Дискавери STS-131», начался третий полёт Ричарда Мастраккио. Во время полёта было совершено три выхода в открытый космос, все три были проведены Риком Мастраккио и Клейтоном Андерсоном:
- 9 апреля, продолжительностью 6 часов 27 минут. Астронавты выполнили подготовку к замене бака с аммиаком в системе охлаждения, заменили гироскоп системы навигации, сняли экспериментальные образцы с наружной поверхности японского научного модуля.
- 11 апреля, продолжительностью 7 часов 26 минут. Произведена установка нового бака с аммиаком в системе охлаждения.
- 13 апреля, продолжительностью 6 часов 24 минуты. Перенос старого бака в грузовой отсек шаттла для отправки на Землю[10].

Посадка шаттла произведена 20 апреля 2010 года. Продолжительность полёта составила 15 суток 2 часа 47 минут 10 секунд.

### Четвёртый полёт
Четвёртый полет Ричарда состоялся на корабле «Союз ТМА-11М», стартовавшем 7 ноября 2013 года, в рамках 38/39-й длительной космической экспедиции. Посадка была совершена 14 мая 2014 года примерно в 147 километрах юго-восточнее казахского города Джезказган. За время экспедиции Мастраккио совершил три запланированных выхода в открытый космос (21, 23 и 25 декабря) для замены одного из насосов системы охлаждения, неполадки с которым привели к проблемам с энергоснабжением на американском сегменте станции. Продолжительность полёта составила 188 дней.

### Личная жизнь
Ричард Мастраккио является членом международной Ассоциации инженеров электротехники и электроники (IEEE). Радиолюбитель с позывным KC5ZTE. Женат, имеет троих детей.